# یواس‌اس امپرویوس (ای‌ام-۴۴۹)
یواس‌اس امپرویوس (ای‌ام-۴۴۹) (به انگلیسی: USS Impervious (AM-449)) یک کشتی بود که طول آن ۱۷۲ فوت (۵۲٫۴۳ متر) بود. این کشتی در سال ۱۹۵۲ ساخته شد.